# Lankesterella
Lankesterella ist eine Gattung aus der Familie der Orchideen (Orchidaceae). Sie besteht aus elf Arten krautiger Pflanzen, die im tropischen Amerika beheimatet sind.

## Beschreibung
Die Lankesterella-Arten sind sehr kleine, immergrüne, epiphytisch wachsende Pflanzen. Die schlanken, zylindrischen Wurzeln sind fleischig und behaart. Die Blätter stehen dicht in einer Rosette. Sie sind elliptisch bis lanzettlich geformt, spitz endend, an der Basis keilförmig oder in einen auf der Oberseite gefurchten Blattstiel übergehend. Sie sind glänzend grün, am Rand bewimpert.
Der endständige, traubige, behaarte Blütenstand ist aufrecht oder leicht bogig überhängend, er besitzt keine Hochblätter. Die wenigen Blüten stehen locker und einseitswendig am Blütenstand. Die Blüten sind im Verhältnis zur Pflanze relativ groß, ihre Farbe ist weiß und grün. Der Fruchtknoten ist ungestielt oder sehr kurz gestielt, spindelförmig, etwas behaart. Die Sepalen sind auf der Außenseite behaart, ausgebreitet oder zu einer Röhre zusammengeneigt. Das dorsale Sepal ist teilweise mit der Säule verwachsen. Die seitlichen Sepalen formen mit der Basis der Säule eine Ausbuchtung oder einen Sporn. Die Petalen haften in ihrer unteren Hälfte am dorsalen Sepal an, die vordere Hälfte ist frei. Die Lippe ist an der Basis nicht verschmälert, mit den seitlichen Sepalen und dem Säulenfuß bildet sie ein Nektarium. Die Säule ist eher kurz, etwas gebogen, sie ragt deutlich über die Ansatzstelle am Fruchtknoten hinaus („Säulenfuß“). Die Narbe besteht aus zwei Flächen, die nah beieinander oder zusammenhängend sein können. Das Staubblatt ist oval-kapuzenförmig, es endet spitz, der Staubfaden ist deutlich erkennbar, aber mit Gewebe der Säule (Klinandrium) verwachsen. Die Säule bildet seitlich des Staubblatts oft zwei leicht zugespitzte Staminodien. Die Pollinien sind schmal keulenförmig mit deutlichem, ovalem Viscidium (Klebscheibe). Das Trenngewebe zwischen Staubblatt und Narbe (Rostellum) ist schmal dreieckig, es endet spitz. Bei einigen Arten ist Selbstbestäubung die Regel: hier fehlt das Rostellum, die Narbe steht am Ende der Säule in direkter Nachbarschaft zum Staubblatt.

## Vorkommen
Lankesterella kommt in der Karibik, in Mittelamerika (Costa Rica und Panama) und in Südamerika entlang der Andenkette und dann wieder im Südosten Brasiliens vor. Die Arten kommen in Höhenlagen bis 2700 Meter vor. Die Standorte liegen im Schatten immerfeuchter Wälder, wo die Pflanzen epiphytisch am Stamm und an den unteren Ästen wachsen.

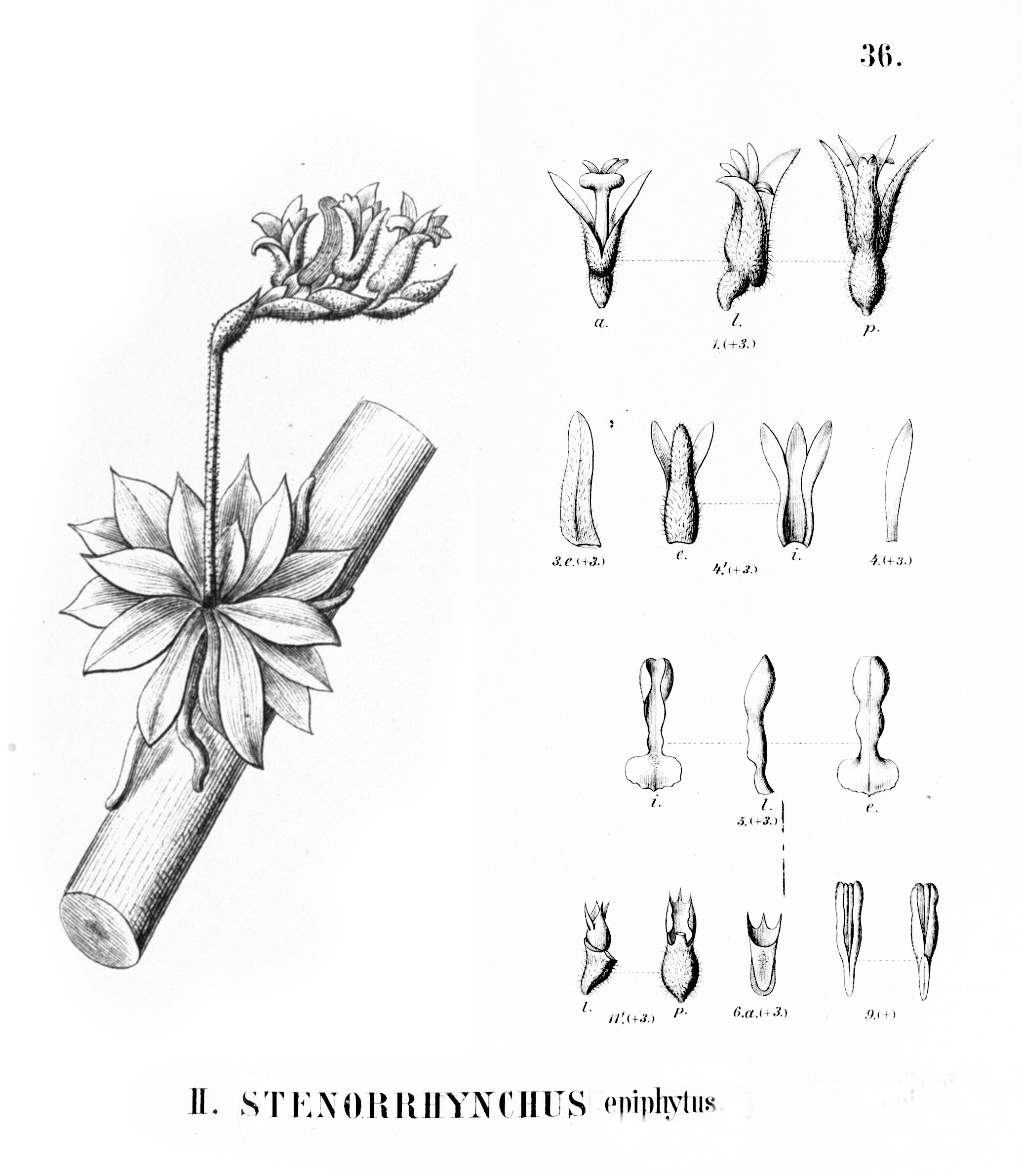
Illustration von Lankesterella caespitosa

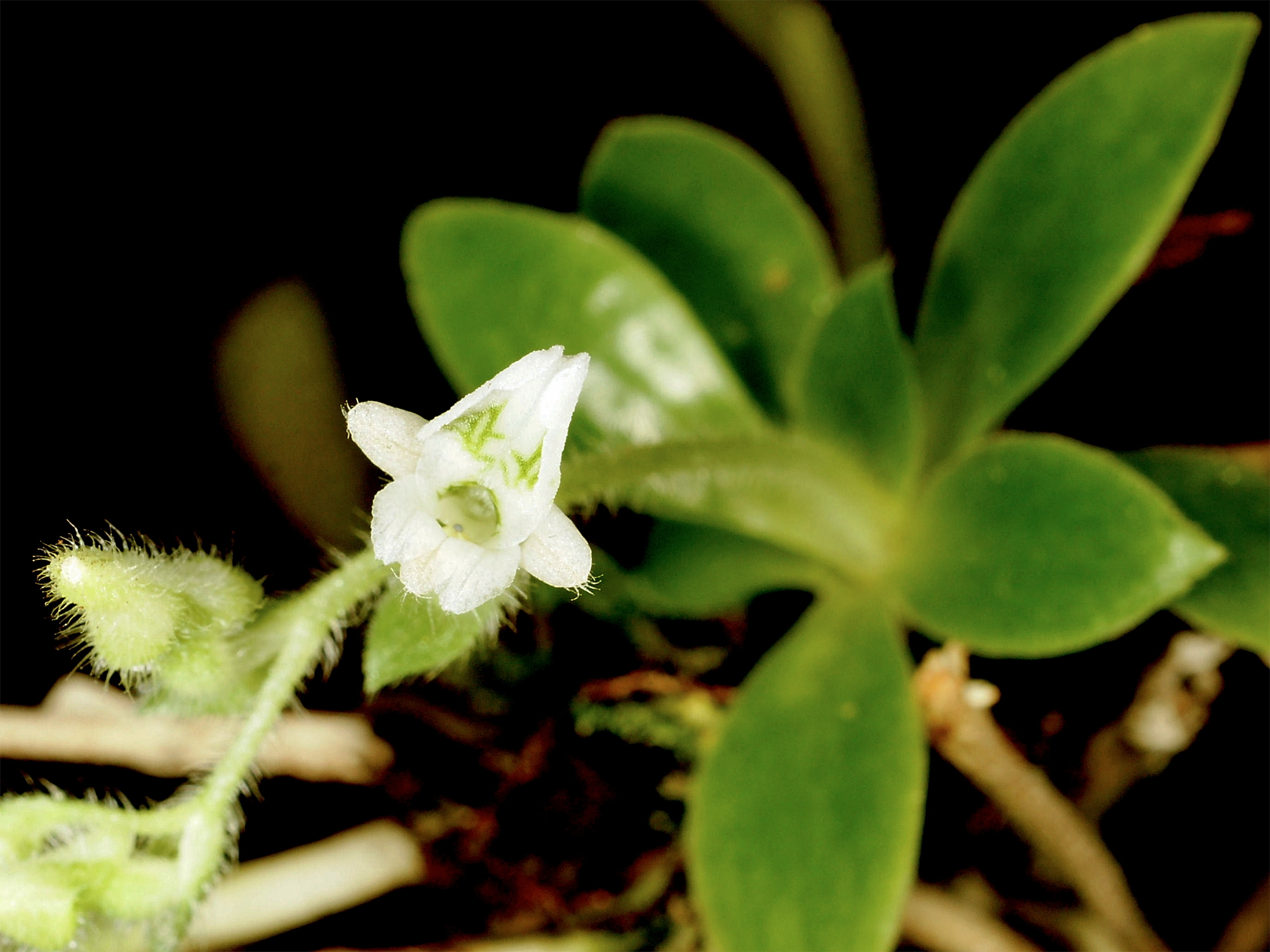
Lankasterella ceracifolia

## Systematik und botanische Geschichte
Lankesterella wird innerhalb der Tribus Cranichideae in die Subtribus Spiranthinae eingeordnet. Eine nah verwandte Gattung ist Eurystyles. Vor allem vegetative Merkmale verbinden diese Gattungen, während Details der Blüte unterschiedlich sind.
Die Gattung Lankesterella wurde 1923 von Oakes Ames in Schedulae Orchidianae Band 4, Seite 3 beschrieben. Der Name ehrt Charles Herbert Lankester (1879–1969), einen (englisch-)costa-ricanischer Naturforscher und Botaniker. Die Typusart bei Ames war Lankesterella costaricensis, die als Synonym von Lankesterella orthantha betrachtet wird.
Folgende Arten werden zu Lankesterella gezählt:
- Lankesterella alainii Nir: Sie kommt von Kuba bis Hispaniola vor.[3]
- Lankesterella caespitosa (Lindl.) Hoehne: Sie kommt in Venezuela und Brasilien vor.[3]
- Lankesterella ceracifolia (Barb.Rodr.) Mansf. (Syn.:Lankesterella mentiens Hoehne): Sie kommt von Brasilien bis zum nordöstlichen Argentinien und in Venezuela vor.[3]
- Lankesterella glandula Ackerman: Sie kommt nur in der Dominikanischen Republik vor.[3]
- Lankesterella gnomus (Kraenzl.) Hoehne: Sie kommt im südöstlichen Brasilien vor.[3]
- Lankesterella longicollis (Cogn.) Hoehne: Sie kommt in Brasilien vor.[3]
- Lankesterella orthantha (Kraenzl.) Garay (Syn.: Lankesterella costaricensis Ames): Sie kommt in Costa Rica, Kolumbien, Ecuador, Peru und Venezuela vor.[3]
- Lankesterella parvula (Kraenzl.) Pabst: Sie kommt in Brasilien vor.[3]
- Lankesterella pilosa (Cogn.) Hoehne: Sie kommt in Brasilien vor.[3]
- Lankesterella salehi Pabst: Sie kommt im südöstlichen Brasilien vor.[3]
- Lankesterella spannageliana (Hoehne & Brade) Mansf.: Sie kommt im brasilianischen Bundesstaat Rio de Janeiro vor.[3]

## Belege
Die Informationen dieses Artikels stammen überwiegend aus:
- Leslie A. Garay: 225 (1). Orchidaceae (Cypripedioideae, Orchidoideae and Neottioideae). In: Gunnar Harling, Benkt Sparre (Hrsg.): Flora of Ecuador. Band 9, 1978, ISSN 0347-8742, S. 231–234.
- Leslie A. Garay: A generic revision of the Spiranthinae. In: Botanical Museum Leaflets of Harvard University. Band 28, Nr. 4, 1982, S. 330–331.
- Alec M. Pridgeon, Phillip Cribb, Mark W. Chase, Finn Rasmussen (Hrsg.): Genera Orchidacearum. Orchidoideae (Part 2). Vanilloideae. Band 3/2. Oxford University Press, New York und Oxford 2003, ISBN 0-19-850711-9, S. 217–219.

## Weiterführendes
- Liste der Orchideengattungen